# Gaia: One Woman's Journey
Gaia: One Woman's Journey è il quindicesimo album in studio della cantante britannico-australiana Olivia Newton-John, pubblicato nel 1994.

## Tracce
1. Trust Yourself – 5:40
2. No Matter What You Do – 4:22
3. No Other Love – 3:35
4. Pegasus – 5:11
5. Why Me – 4:59
6. Don't Cut Me Down – 4:14
7. Gaia – 7:28
8. Do You Feel – 4:22
9. I Never Knew Love – 2:48
10. Silent Ruin – 3:43
11. Not Gonna Give into It – 3:42
12. The Way of Love – 4:15